# Moravske Toplice
Moravske Toplice (madžarsko Alsómarác, nekoč Moravci) so naselje, središče občine Moravske Toplice. Naselje leži 7 km od Murske Sobote na nadmorski višini 203 m.
Moravske Toplice so znane predvsem po najdišču termalne vode, okoli katerega se je razvilo zdravilišče Terme 3000. Tudi sicer je turizem pomembna panoga v kraju, tu stoji precej hotelov in apartmajev (hotel Livada Prestige, hotel Vivat, apartmaji Vivat, hotel Ajda,...). V kraju stoji evangeličanska cerkev. Nedaleč stran je vas Filovci z muzejem na prostem - lončarsko vasjo.

## Prireditve
- Balonarjenje leta 2004, 1999, 2001.
- Poleti so organizirane tudi različne glasbene prireditve.
- Pustno rajanje vsako leto pri starem lovskem domu v Moravskih Toplicah ali pri trgovini Mercator tudi v Moravskih Toplicah. Vsak poletni mesec pa je prireditev hoje z baklami.